# Dicamptus betsileo
Dicamptus betsileo är en stekelart som beskrevs av Delobel 1976. Dicamptus betsileo ingår i släktet Dicamptus och familjen brokparasitsteklar. Inga underarter finns listade i Catalogue of Life.